# Angel Cop
Angel Cop (яп. エンゼルコップ, ендзеру коппу) — японський шестисерійний OVA-серіал, створений студіями Studio88 та D.A.S.T. і виданий у 1989 році.[⇨] За аніме Таку Кітадзакі створена манґа-адаптація, яка видавалася видавництвом Kadokawa Shoten у журналі Newtype у 1989 році.[⇨] Містить елементи кіберпанку, сцени насильства, теорій змови, а також антиамериканські та антисемітські висловлювання. Аніме-серіал отримав здебільшого негативні відгуки критиків, які звертали увагу на поганий сюжет, анімацію і антисемітські висловлювання, що фігурують у роботі.[⇨]

## Сюжет
Події сюжету розгортаюся в Японії наприкінці XX століття. Попри те, що Японія має найкращу економіку в світі і великий вплив на світову політику, їй доводиться боротися з терористичними організаціями, ціллю яких є політики і впливові економічні діячі країни. Головною з таких терористичних організацій є ультраліва організація «Червоний травень». Для протистояння цій загрозі була створена невелика урядова організація «Спеціальні сили громадської безпеки» (ССГБ), якій був наданий спеціальний дозвіл на вбивства терористів.
До урядової організації долучається новий член — «Ангел», яка зі своїм напарником, «Райденом» здійснюють низку операцій щодо протидії діяльності «Червоного травня». Під час погоні за лідером терористичної організації, Тачіхарою, «Райден» дістає серйозні травми і змушений погодитися на пропозицію доктора Ічіхари кібернетизувати власне тіло. Згодом майже вся організація «Червоний травень» опиняється на межі зникнення внаслідок вбивства її членів загадковою групою людей з надприродними силами — «хантерів» («мисливців»). Спійманий Тачіхара розповідає, що насправді «хантерами» маніпулює таємна фракція в уряді. Щоб не допустити власного викриття, проєврейсько-американські змовники з уряду віддають поліції наказ на ліквідацію «Спеціальних сил громадської безпеки». «Кувата», замісник голови ССГБ, гине, а «Джічьо», голова ССГБ, потрапляє в полон і зазнає тортур. Стає відомо, що за змовою стоїть Майсука — губернатор Токіо.
Під час перевезення Тачіхари, на співробітників ССГБ «Хакера» і «Піс» нападає Люцифер, лідерка «хантерів», і вбиває їх трьох. Згодом з'ясовуються справжні плани змовників — перетворення Японії на звалище радіоактивних відходів. «Хантери» Асура і Фрея вирішують допомогти ССГБ протистояти Люцифер. Фрея гине від рук Люцифер, намагаючись зупинити останню. У кінцевому поєдинку Люцифер вбиває доктора Ічіхару і Асуру, проте завдяки самопожертві «Райдена» сама гине від рук «Ангела». Тим часом «Джічьо» вдається втекти з полону, залишивши вибухівку, яка вбиває Майсуку.

## Персонажі

### Спеціальні сили громадської безпеки
Йо Мікава (яп. 三加和 蓉, Мікава Йо:)
Сейю: Міка Дой
Псевдо — «Ангел» (яп. エンゼル). Новий агент в спецпідрозділі. Спочатку намагається виконувати свою роботу, не дбаючи про життя інших людей, проте наприкінці серіалу змінюється, коли їй доводиться вбити «Райдена». На відміну від аніме, в манзі її, а не «Райдена», тіло зазнає кібернетизації після отриманих внаслідок вибуху травм.
Ісаму Саката (яп. 酒田 勇, Саката Ісаму)
Сейю: Масаші Ебара
Псевдо — «Райден» (англ. Raiden, яп. ライデン). Напарник Ангела. Понад усе цінує людські життя. Сильно поранений під час погоні за Тачіхарою, проте був врятований Ічіхарою, погодившись на імплантацію в своє тіло кібернетичних частин. З новими покращеннями йому вдається до певного моменту протистояти Люцифер. Зрештою жертвує собою, щоб дати змогу «Ангел» вбити Люцифер.
Юджі Фудзе (яп. 風是 夢児, Фудзе Юджі)
Сейю: Акіо Оцука
Псевдо — «Хакер» (англ. Hacker, яп. ハッカー). Відповідає за кібер-операції, проте також бере участь в перестрілках. Є дуже сильним і м'язистим. Разом з «Піс» вбитий Люцифер. У манзі його вбиває Фрея.
Рейка Йоґава (яп. 夜川 伶香, Йоґава Рейка)
Сейю: Рей Сакума
Псевдо — «Піс» (англ. Peace, яп. ピース). Відповідає за вибухівку. Напарниця «Хакера», таємно закохана в нього. Разом з «Хакером» вбита Люцифер. У манзі її вбиває Фрея.
Масумі Хіракава (яп. 平川 真澄, Хіракава Масумі)
Сейю: Мікіо Терашіма
Псевдо — «Кувата» (яп. クワタ). Замісник голови спецпідрозділу. Вбитий Люцифер.
Кайшьо Такі (яп. 滝 海将, Такі Кайшьо:)
Сейю: Кенджі Уцумі
Псевдо — «Джічьо» (яп. ジチョウ). Голова спецпідрозділу. Схоплений в головному офісі поліції і підданий тортурам, проте зрештою йому вдається втекти, сховавши перед цим вибухівку в магнітофоні, яка вбиває Майсуку і Тоґаву.

### Хантери (мисливці)
Асура (яп. アスラ)
Сейю: Нодзому Сасакі
Вміє телепортуватися та володіє телекінезом. Вбитий Люцифер.
Фрея (яп. フレア, Фуреа)
Сейю: Юко Мідзутані
Дівчинка, яка володіє пірокінезом і телепатією. Вбита Люцифер.
Люцифер (яп. ルシフェル, Рушіферу)
Сейю: Куміко Хіронака
Лідерка «хантерів». Володіє телекінезом. Холоднокровна білявка, можливо створена на образі Бриджит Нільсен.

### Інші
Майсука (яп. 舞坂)
Головний антагоніст. Губернатор Токіо.
Тоґава (яп. 戸川)
Антагоніст. Замісник Майсуки.
Ічіхара (яп. 市原)
Науковий співробітник з Міністерства оборони, розробник кібернетичних модифікацій.
Тачіхара (яп. タチハラ)
Справжній лідер ультралівої терористичної організації «Червоний травень». Арештований після замаху на вбивство президента США. Разом із Суямою репатрійований до Японії. Під час повернення йому вдається успішно втекти. Пізніше спійманий спецпідрозділом «Спеціальні сили громадської безпеки» і допитаний із застосуванням тортур. Коли Хакер і Піс намагаються доставити його до інституту Ічіхари, їх трьох вбиває Люцифер.
Такеші Суяма (яп. 須山 武, Суяма Такеші)
Підставний лідер організації «Червоний травень». Переховувався близько 20 років за кордоном, проте був спійманий і репатрійований до Японії. Під час повернення успішно проводиться втеча Суями і справжнього лідера «Червоного травня», Тачіхари, після якої Суяму вбивають члени його організації.

## Аніме

### Історія створення
Анімація серіалу створена студіями D.A.S.T. та Studio88. Також у створенні серіалу брали участь компанії Soei Shinsha та Japan Home Video. Режисер — Ічіро Ітано, сценаристи — Шьо Айкава, Таку Кітадзакі, дизайн персонажів — Нобутеру Юкі. Загалом містить 6, кожна тривалістю 30 хвилин. Ендинг — пісня Itami (яп. 痛み, ітамі, «Біль») гурту Crayon Company.

### Показ та продажі
Аніме-серіал початково видавався в Японії в 1989—1994 роках на 6 VHS-відеокасетах. У 2000—2001 роках серіал випущено в Японії на 3 DVD-дисках компаніями Showgate та At Entertainment. Перший диск вийшов 3 листопада 2000 року, другий — 8 грудня 2000 року, третій з'явився 12 січня 2001 року. 23 червня 2006 року компанії Showgate та Geneon Entertainment на DVD-носіях випустили повне видання аніме-серіалу.
Компанії Manga Entertainment (до 2006 року) і Discotek Media отримали ліцензію на дистрибуцію аніме у Північній Америці. Manga Entertainment видавала серіал у 1995—1997 роках на 6 VHS-відеокасетах і 31 жовтня 2000 року як повне зібрання на DVD. Компанія Discotek Media отримала ліцензію у 2018 році. Discotek Media видала аніме 28 серпня 2018 року на Blu-Ray і 25 вересня того ж року на DVD. З англомовної версії були повністю вилучені антисемітські висловлювання.
Серіал був перекладений французькою мовою і виданий компанією Manga Vidéo на DVD у грудні 2001 року.

### Список серій
Список серій аніме відповідно до даних Управління культури Японії і allcinema.net:
| № | Назва серії                                                   | Дата виходу    |
| - | ------------------------------------------------------------- | -------------- |
| 1 | Спеціальні сили громадської безпеки «Tokushu Kōan» (特殊公安) | 1 вересня 1989 |
| 2 | Видозмінене місто «Henbō Toshi» (変貌都市)                    | 21 грудня 1989 |
| 3 | Наказ вбити «Massatsu Shirei» (抹殺司令)                      | 11 лютого 1990 |
| 4 | Біль «Itami» (痛み)                                           | 20 травня 1994 |
| 5 | Імперський гнів «Gekirin» (逆鱗)                              | 20 травня 1994 |
| 6 | Ангел «Tenshi» (天使)                                         | 20 травня 1994 |

## Манґа
Манґа створена манґакою Таку Кітадзакі і виходила у журналі Newtype видавництва Kadokawa Shoten у 1989 році. Єдиний том манґи у форматі танкобону розміром 186 сторінок вийшов 26 березня 1990 року.

### Список томів
| № | Дата виходу     | ISBN               |
| - | --------------- | ------------------ |
| 1 | 26 березня 1990 | ISBN 9784048522359 |

## Сприйняття

### Аніме-серіал
Джастін Севакіс (англ. Justin Sevakis) у своєму огляді аніме для сайту Anime News Network негативно оцінив якість сюжету, анімації та звукову частину, проте попри зазначив, що йому сподобався «Angel Cop». Інший оглядач з Anime News Network, Пол Дженсен (англ. Paul Jensen), також негативного відгукнувся про сюжет та анімацію, назвавши Angel Cop «сміттям», хоча зазначивши, що аніме має непоганий початок, коли основна увага приділяється перестрілкам і руйнуванням, проте в міру розвитку сюжету це руйнують теорії змови і антисемітські висловлювання.
В енциклопедії «The Anime Encyclopedia» сильним боком аніме називаються сцени битв, натомість персонажів названо «поверхневими та нецікавими».